# 1171 (szám)
Az 1171 (római számmal: MCLXXI) az 1170 és 1172 között található természetes szám.

## A szám a matematikában
A tízes számrendszerbeli 1171-es a kettes számrendszerben 10010010011, a nyolcas számrendszerben 2223, a tizenhatos számrendszerben 493 alakban írható fel.
Az 1171 páratlan szám, prímszám. Kanonikus alakja 11711, normálalakban az 1,171 · 103 szorzattal írható fel. Két osztója van a természetes számok halmazán, ezek növekvő sorrendben: 1 és 1171.
Az 1171 ötvennyolc szám valódiosztó-összegeként áll elő, ezek közül legkisebb a 8141.

## Csillagászat
- 1171 Rusthawelia kisbolygó